# Fais
Fais (auch Astrolabe, Feis, Feys und Tromelin; engl.: Fais Island) ist eine pazifische Insel, die geographisch zu den Karolinen und politisch zum Bundesstaat Yap der Föderierten Staaten von Mikronesien gehört.

## Geographie
Fais ist eine auf etwa 20 m über den Meeresspiegel ansteigende fruchtbare und bewohnte Koralleninsel, also kein Atoll im eigentlichen Sinne. Die Insel liegt fern größerer Landmassen im Pazifischen Ozean, etwa 90 km südöstlich des Ulithi-Atolls. Die nächstgelegene Insel ist Gielap (Giil'ab) auf der zur Gemeinde Ulithi gehörenden Zohhoiiyoru Bank (68 km westlich). Die nächstgelegene bewohnte Insel ist die direkt östlich des Ulithi-Atolls gelegene Insel Falalop (83 km nordwestlich).
Im Zensusjahr 1987 hatte Fais eine Bevölkerung von 254, die bis zum Zensus 1994 auf 301 stieg, um bis 2000 auf 215 zu sinken. Beim Zensus 2010 wurden wieder 294 Bewohner gezählt.

## Geschichte
Fais wurde wahrscheinlich 1525 von Diego de Roda und Gomez de Siqueira entdeckt, 1828 von Louis Tromelin wiederentdeckt.
Zur deutschen Kolonialzeit gab es auf der Insel reiche Phosphatlager von geschätzt 300.000 bis 600.000 Tonnen, deren Abbau der Deutschen Südseephosphat-A.G. in Bremen mittels Konzession übertragen wurde. Mit dem Abbau wurde allerdings vor dem Ersten Weltkrieg nicht begonnen.
Zu dieser Zeit hatte die Insel 400 Einwohner.
Nach dem Krieg wurde die Insel Teil des Japanischen Südseemandats des Völkerbunds. In den 1930er Jahren wurden die Phosphatvorkommen von den Japanern ausgebeutet. Von dieser Tätigkeit zeugen noch diverse Relikte der ehemaligen Abbau- und Transportinfrastruktur auf Fais.
Im Zweiten Weltkrieg wurde die Insel am 1. Januar 1945 kampflos von US-amerikanischen Truppen besetzt.
Aus der Zeit des Zweiten Weltkrieges existiert eine provisorische Landebahn.

## Sonstiges
Der Alternativname Tromelin sollte nicht verwechselt werden mit der Insel Tromelin, die im Indischen Ozean bei Réunion liegt.